# ان شومیکر
اَن شومیکر (انگلیسی: Ann Shoemaker; ‏۱۰ ژانویهٔ ۱۸۹۱ – ۱۸ سپتامبر ۱۹۷۸) هنرپیشه اهل ایالات متحده آمریکا بود.

## گزیده فیلمشناسی
- زن سرخ‌پوش (۱۹۳۵)
- آلیس آدامز (۱۹۳۵)
- استلا دالاس (۱۹۳۷)
- بی‌تجربه‌ها (۱۹۳۹)
- همسر دلخواه من (۱۹۴۰)
- تو هیچوقت ثروتمند نخواهی شد (۱۹۴۱)
- سی ثانیه بر فراز توکیو (۱۹۴۴)
- زیبا نشسته (۱۹۴۸)
- بازگشت سوت‌زن (۱۹۴۸)
- خانه کنار رودخانه (۱۹۵۰)
- طلوع در کمپوبلو (۱۹۶۰)
- شیرینی ثروت (۱۹۶۶)